# الرياحنة ايغود هل سوس (إيغود)
الرياحنة ايغود هل سوس هي إحدى مشيخات المملكة المغربية، تتبع جغرافيا لإقليم اليوسفية وإداريًا لإيغود. يقدر عدد سكانها بـ 8625 نسمة حسب الإحصاء الرسمي للسكان والسكنى لسنة 2004.